# Aron Dønnum
Aron Dønnum, né le 20 avril 1998 à Eidsvoll en Norvège, est un footballeur norvégien qui évolue au poste d'ailier droit au Toulouse FC.

## Biographie

### En club

#### Vålerenga
Aron Dønnum est né à Eidsvoll en Norvège et est formé par le club de Vålerenga. Il réalise ses débuts avec l'équipe première le 17 juillet 2017, face au Kristiansund BK, lors de la saison 2017 du championnat de Norvège. Ce jour-là, il entre en jeu et les deux équipes font match nul (1-1). Le 27 août suivant il inscrit son premier but en professionnel lors d'une rencontre de coupe de Norvège face au Rosenborg BK. Il égalise alors que son équipe est menée d'un but, puis Vålerenga fini par s'imposer (1-2). Le 31 octobre 2017, il prolonge son contrat jusqu'en juin 2021 avec Vålerenga.
En 2018, il est prêté au Ham-Kam, club de deuxième division norvégienne, pour quatre mois. Il y joue 19 matchs, marque un but et délivre deux passes décisives.
Il fait ensuite son retour à Vålerenga et s'impose comme un titulaire. Le 5 juillet 2019, il est l'auteur de son premier doublé, lors d'une large victoire de son équipe en championnat contre le FK Bodø/Glimt (6-0).
Alors qu'il est annoncé proche de rejoindre l'US Lecce en septembre 2020, Aron Dønnum prolonge finalement son contrat avec Vålerenga en octobre 2020, le liant avec le club jusqu'en juillet 2024.

#### Standard de Liège
Le 23 juillet 2021, Aron Dønnum s'engage avec le Standard de Liège pour un contrat de quatre ans et choisit de porter le numéro 11. Le transfert est estimé à 1,5 M €.
Dønnum joue son premier match pour le Standard le 1er août 2021, lors d'une rencontre de championnat face au SV Zulte Waregem. Il entre en jeu et délivre une passe décisive pour Abdoul Tapsoba, permettant à son équipe de l'emporter par deux buts à un. Il inscrit son premier but le 7 novembre 2021, lors d'une rencontre de championnat face au Club Bruges KV. Il est titulaire lors de cette rencontre qui se solde par un match nul (2-2 score final).

#### Prêt à Vålerenga
Le 30 mars 2022, soit deux matches avant la fin de la saison régulière et alors que le Standard est mathématiquement sauvé et non qualifié pour les play-offs, Aron Dønnum retourne à Vålerenga, sous forme de prêt, jusqu'à la fin du mois de juin 2022.

#### Retour au Standard
Aron Dønnum réintègre le noyau du Standard pour le championnat 2022-2023 où il est régulièrement titulaire. Il se fait remarquer le 18 février 2023 en marquant un but et délivrant une passe décisive face au Royale Union saint-gilloise, permettant à son équipe de s'imposer par quatre buts à deux. Au total il inscrit trois buts et est le meilleur passeur décisif du club en délivrant sept offrandes sous les ordres de son entraineur et compatriote Ronny Deila.
Lors de la saison 2023-2024, il est désigné capitaine par le nouvel entraîneur du Standard, Carl Hoefkens.

#### Toulouse FC
Le 1er septembre 2023, Aron Dønnum rejoint le Toulouse FC. Il signe un contrat de quatre ans, soit jusqu'en juin 2027.
Dønnum inscrit son premier but pour Toulouse le 9 novembre 2023, lors d'une rencontre comptant pour la phase de groupe la Ligue Europa 2023-2024 face au Liverpool FC. Titulaire, il ouvre le score et participe à la victoire de son équipe par trois buts à deux,,.

### En sélection
Aron Dønnum reçoit sa première sélection avec l'équipe espoirs de Norvège le 22 mars 2019, lors d'un match amical face à la Finlande. Il marque également son premier but à cette occasion mais son équipe perd la rencontre sur le score de huit buts à trois.
Il joue son premier match avec l'équipe A norvégienne le 6 février 2021 contre le Luxembourg.

## Vie privée
Aron Donnum est en couple avec la footballeuse internationale norvégienne Celin Bizet depuis le 6 juin 2020.
Le 24 octobre 2022, alors que le Classico belge entre le Standard de Liège et le Royal Sporting Club Anderlecht est arrêté à cause de jet de fumigène et de chaise sur le terrain par les supporters de l'Anderlecht. Le match se termine sur une victoire de l'équipe de Aron Donnum, joueur du Standard qui en profite pour demander en mariage sa compagne, Celin Bizet devant ses coéquipiers et les supporters du Standard. La réponse est sans surprise positive. Il ajoute que le plan de sa demande au mariage était préparé à l'avance avec l'aide de Nicolas Raskin et Jacob Barrett Laursen.

## Palmarès
Avec le Toulouse FC, Aron Dønnum est finaliste du Trophée des champions en 2023.

## Statistiques
| Saison                | Club                  | Championnat           | Championnat | Championnat | Championnat | Coupe(s) nationale(s) | Coupe(s) nationale(s) | Coupe(s) nationale(s) | Supercoupe | Supercoupe | Supercoupe | Compétition(s) continentale(s) | Compétition(s) continentale(s) | Compétition(s) continentale(s) | Compétition(s) continentale(s) | Total | Total | Total |
| Saison                | Club                  | Division              | M.          | B.          | P.d.        | M.                    | B.                    | P.d.                  | M.         | B.         | P.d.       | Comp.                          | M.                             | B.                             | P.d.                           | M.    | B.    | P.d.  |
| 2017                  | Vålerenga             | Eliteserien           | 7           | 0           | 0           | 2                     | 1                     | 0                     | -          | -          | -          | -                              | -                              | -                              | -                              | 9     | 1     | 0     |
| 2018                  | Vålerenga             | Eliteserien           | 8           | 0           | 2           | 1                     | 0                     | 0                     | -          | -          | -          | -                              | -                              | -                              | -                              | 9     | 0     | 2     |
| 2018                  | Ham-Kam (prêt)        | OBOS-Ligaen           | 15          | 1           | 1           | 4                     | 0                     | 1                     | -          | -          | -          | -                              | -                              | -                              | -                              | 19    | 1     | 2     |
| 2019                  | Vålerenga             | Eliteserien           | 25          | 6           | 4           | 3                     | 1                     | 0                     | -          | -          | -          | -                              | -                              | -                              | -                              | 28    | 7     | 4     |
| 2020                  | Vålerenga             | Eliteserien           | 27          | 8           | 6           | 0                     | -                     | -                     | -          | -          | -          | -                              | -                              | -                              | -                              | 27    | 8     | 6     |
| 2021                  | Vålerenga             | Eliteserien           | 10          | 6           | 3           | 0                     | -                     | -                     | -          | -          | -          | -                              | -                              | -                              | -                              | 10    | 6     | 3     |
| Sous-total            | Sous-total            | Sous-total            | 92          | 21          | 16          | 6                     | 2                     | 0                     | 0          | 0          | 0          | -                              | -                              | -                              | -                              | 98    | 23    | 16    |
| 2021-2022             | Standard              | Jupiler Pro League    | 25          | 2           | 3           | 3                     | 1                     | -                     | -          | -          | -          | -                              | -                              | -                              | -                              | 28    | 3     | 3     |
| Sous-total            | Sous-total            | Sous-total            | 25          | 2           | 3           | 3                     | 1                     | 0                     | 0          | 0          | 0          | -                              | 0                              | 0                              | 0                              | 28    | 3     | 3     |
| 2022                  | Vålerenga (prêt)      | Eliteserien           | 11          | 2           | 0           | 0                     | -                     | -                     | -          | -          | -          | -                              | -                              | -                              | -                              | 11    | 2     | 0     |
| Sous-total            | Sous-total            | Sous-total            | 11          | 2           | 0           | 0                     | 0                     | 0                     | 0          | 0          | 0          | -                              | 0                              | 0                              | 0                              | 11    | 2     | 0     |
| 2022-2023             | Standard              | Jupiler Pro League    | 25          | 2           | 3           | 0                     | 0                     | -                     | -          | -          | -          | -                              | -                              | -                              | -                              | 25    | 2     | 3     |
| Sous-total            | Sous-total            | Sous-total            | 25          | 2           | 3           | 0                     | 0                     | 0                     | 0          | 0          | 0          | -                              | 0                              | 0                              | 0                              | 25    | 2     | 3     |
| 2023-2024             | Toulouse FC           | Ligue 1               | 18          | 0           | 1           | 1                     | 0                     | 0                     | 1          | 0          | 0          | C3                             | 8                              | 1                              | 2                              | 28    | 1     | 3     |
| Total sur la carrière | Total sur la carrière | Total sur la carrière | 211         | 40          | 25          | 14                    | 3                     | 1                     | 1          | 0          | 0          | -                              | 8                              | 1                              | 2                              | 234   | 44    | 28    |